# Тіпсовий чай

Чорний чай Darjeeling Bloomfield SFGTFOP 1st Flush

Тіпсовий чай — загальна назва для будь-якого ґатунку чаю з домішками типсів. Типси або вії (англ. Tips, Buds) — пухнасті бруньки чайного куща, які ще не розкрилися або тільки почали розпускатися. Збирають типси вручну, як правило, з двома найближчими листочками, що разом складають чайний трилисник.
Чисто типсовим можна вважати найкращі ґатунки білого чаю. Білий чай переважно виготовляють у китайській провінції Фуцзянь, на гірських плантаціях Шрі-Ланки та у Дарджилінгу. Справжній білий чай виготовляють в невеликих кількостях і він є надзвичайно цінним.
Чай з типсами дуже ароматний, смачний та рідкісний, що обумовлює і його вартість. Чим більший вміст типсів у чаї, тим він кращий на смак та аромат, і відповідно, вища його ціна. Чаї з високим вмістом типсів виготовляють у Китаї, Індії, Непалі. На Цейлоні виготовляють чорні різані чаї з додаванням невеликої кількості типсів. Але, мабуть, найвідоміші в Європі типсові чаї — з східно-індійської провінції Дарджилінг. 
Серед індійських чаїв типси містяться, здебільшого, у чаях найвищих ґатунків, або у відходах від їх виробництва. У інших країнах (наприклад, у Шрі-Ланці, Бангладеш, на Кавказі) за основу типсового чаю, як правило, беруть ординарний чай середньої якості, часто — різаний.

## Класифікація та термінологія
Наведену класифікацію чаю запровадили європейці і вона суттєво відрізняється від китайської. Типсові чаї позначаються спеціальними індексами, що додаються до назви чаю. Наведені індекси застосовуються, здебільшого, до чаїв з Індії, Шрі-Ланки, Непалу, Індокитаю, Африки. Навести повний перелік усіх абревіатур та скорочень досить важко — часто виробники, трейдери та продавці використовують власні індекси, що можуть відрізнятись від прийнятих офіційно, тому тут наводяться найбільш розповсюджені позначення.

### Листові типсові чаї
- T, Tippy. Загальне позначення типсових чаїв.
- Silver Tips (срібні типси). Позначення для деяких ґатунків білого чаю.
- Golden Tips (золоті типси). Так іноді позначають найвищі ґатунки чорного чаю.
- Buds (бруньки). Це слово, як правило, зустрічається у назвах найвищих ґатунків чаю.
- FOP (Flowery Orange Pekoe). Листовий чай з додаванням типсів. Крім флашів, може містити старіше листя та верхні гілочки.
- GFOP (Golden Flowery Orange Pekoe). Відрізняється від FOP більш високим вмістом типсів.
- TGFOP (Tippy Golden Flowery Orange Pekoe). Має ще більше типсів, ніж GFOP. Чаї класу TGFOP та вище здебільшого виробляються у Східній Індії та Непалі.
- FTGFOP (Finest Tippy Golden Flowery Orange Pekoe). Найвищий по вмісту типсів (близько 25%) ґатунок, використовується в Індії та Непалі.
- SFTGFOP (Supreme Fine Tippy Golden Flowery Orange Pekoe). Маркування використовується в Індії та Непалі, але неофіційно[1]. Чаї з цим індексом є подібними до FTGFOP, але із додатковим вмістом типсів.
- FTGFOP1 (Fine Tippy Golden Flowery Orange Pekoe). Додаткові арабські цифри означають розмір чайного листа. 1 — найдрібніший, найкращий, тому індекси 2 та 3, як правило, не викорстовують. Римські цифри I, II та III означають період збирання чаю, римська І іноді теж означає малий лист. Додаткові літери "А" означають ще дрібніший лист. Наприклад, маркування SFTGFOPI-AA може означати дарджилінг з вмістом типсів не менше 35% та дуже маленьким листям.

### Типсові чаї з ламаного та різаного листа
- FBOP (Flowery Broken Orange Pekoe). Різаний або ламаний чай з невеликим вмістом типсів. Найрозповсюдженіший різаний типсовий чай.
- GFBOP (Golden Flowery Broken Orange Pekoe). Додаткові літери в абревіатурі означають ще більший вміст типсів.
- TGFBOP (Tippy Golden Flowery Broken Orange Pekoe).
- FTGFBOP (Finest Tippy Golden Flowery Broken Orange Pekoe).

### Типсові чаї з висівок
- FOF (Flowery Orange Fannings). Сорт висівок з Південної Індії та Бангладеш.
- GFOF (Golden Flowery Orange Fannings). Якісні висівки з Дарджилінгу, використовуються для якісного пакетованого чаю.
- TGFOF (Tippy Golden Flowery Orange Fannings). Дарджилінзькі висівки найвищого ґатунку.

## Приклади типсових чаїв
- Зелений індійський чай «Дарджилінг Амбутія GFOP»;
- Чорний індійський чай «Сіккім Темі TGFOP»;
- Чорний китайський чай «Кімун-хаоюй»;
- Чорний цейлонський чай «Цейлон Боґаванталава FBOP»;
- Білий китайський чай «Бай Хао Інь Чжень».

## Заварювання
Типсові чаї є надзвичайно ніжними та тендітними; їх не можна ані кип'ятити, ані заварювати окропом. Спосіб заварювання типсових чаїв залежить від типу та ґатунку чаю, але можна виділити такі загальні принципи:
- Використовувати для заварювання нагрітий окропом керамічний посуд — гайвань або чайник.
- Для заварювання брати джерельну або артезіанську воду, яка закипіла та охолола до 80-90 градусів (для білих чаїв — ще менше).
- Час заварювання — від 15 секунд до 2-х хвилин, залежно від ґатунку.
- Не кип'ятити воду для чаю два або більше разів.
- Припиняти кипіння, коли вода тільки-но починає кипіти.
- Не використовувати заварку, яка стоїть тривалий час — це шкідливо для здоров'я.